# 그레그 데이비스 (배우)
그레그 데이비스(영어: Greg Davies, 1968년 5월 14일 ~ )는 웨일스의 배우이자 희극인이다.

## 참여 작품
- CBBC (텔레비전 채널)
- 인비트위너스
- 닥터 후
- 아스테릭스: 신들의 전당
- 틴 타이탄 GO! 투 더 무비스
- 인비트위너스